# Bell P-39 Airacobra
Le P-39 Airacobra est un chasseur américain de la Seconde Guerre mondiale construit par Bell Aircraft Corporation. Cet avion de conception peu orthodoxe se distinguait par son moteur peu accessible situé au milieu du fuselage et entraînant une hélice à l'avant, par le biais d'un long arbre de transmission passant entre les jambes du pilote. Un canon de gros calibre 37 mm tirant dans l'axe au travers du réducteur avait imposé cette configuration, la place dégagée dans le nez accueillant dès lors la jambe avant du train tricycle. L'entrée dans l'habitacle à verrière panoramique par une portière d'auto évitait les acrobaties habituelles liées aux verrières coulissantes.
Testé en 1939, le prototype XP-39, aux caractéristiques prometteuses en altitude avec un turbocompresseur, fit l'objet de multiples commandes. Le modèle de série, considérablement alourdi et ne disposant plus de cet accessoire, se révéla particulièrement décevant par son infériorité manifeste à haute altitude contre les chasseurs ennemis sur la plupart des fronts. Il fut alors reconverti en appui au sol plutôt qu'en chasseur sur le front méditerranéen et du Pacifique. Il fut également très apprécié par l'Armée rouge en raison de ses bonnes caractéristiques aux altitudes moyennes et basses.

## Engagements

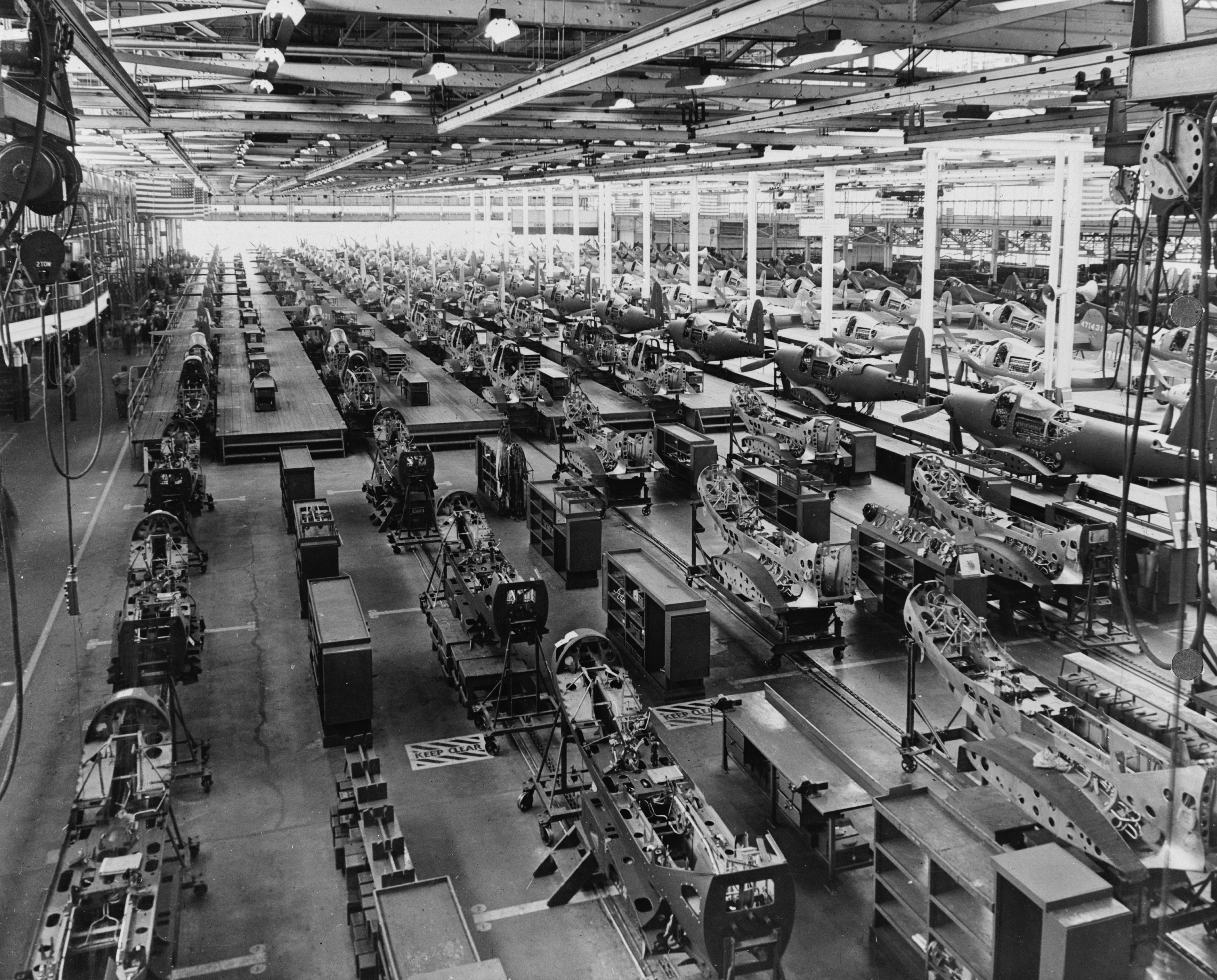
Usine d'assemblage de Bell Aircraft Corporation située à Buffalo, dans l'État de New York, pendant les années 1940 produisant des P-39.

Il fut utilisé pendant la Seconde Guerre mondiale avec des résultats médiocres par les Américains dans le Pacifique, puis avec une relative efficacité par les Français en Afrique du Nord (pour l'appui au sol et non la chasse) et surtout par les Soviétiques (qui reçurent la majorité de la production) qui appréciaient beaucoup sa puissance de feu en couverture à basse et moyenne altitude (5 000 m) où il savait se montrer particulièrement percutant en attaque au sol ou contre des bombardiers.
Les Britanniques en avaient commandé pour la RAF qui, en ayant équipé une escadrille, l'envoya contre la Luftwaffe. Les résultats ne furent pas spécialement mauvais mais la maintenance des appareils et les rapports des pilotes britanniques au sujet de son comportement en vol firent que l'escadrille en question fut immédiatement retirée du combat et rééquipée en Spitfire V.
Les Américains firent une expérience analogue avec les mêmes résultats. Ils ne virent dès lors aucun inconvénient à livrer le gros de la production (car l'important plan industriel de fabrication établi pour le P-39 tournait alors à plein régime) à des alliés moins regardants comme l'URSS, la France puis l'Aéronautique co-belligérante italienne de Pietro Badoglio. Les Américains ne voulurent même pas engager au combat sous leurs couleurs le P-63 Kingcobra, successeur très amélioré du P-39 qui ne combattit que sous d'autres couleurs (France, durant la guerre d'Indochine) malgré le fait que les erreurs de jeunesse du Cobra avaient été corrigées.

## Variantes
XP-39Premier prototype, désarmé.
YP-39appareils de présérie avec un moteur Allison V-1710-37 (E5) de 1 090 ch (12 exemplaires)
YP-39APrévu avec un moteur de haute altitude Allison V-1710-31 de 1 150ch, mais finalement livré avec le même moteur que le YP-39. 1 construit.
XP-39BVersion profilée du XP-39 basée sur les essais en soufflerie du NACA concernant la canopée et les volets de trappe du train d'atterrissage. Déplacement de la prise d'air du radiateur et du bouchon de réservoir du fuselage à la base des ailes, augmentation de la longueur de l'appareil de 34 cm, raccourcissement de l'envergure de 34 cm. Turbocompresseur remplacé par un supercompresseur et moteur Allison V-1710-37 (E5), réglé pour 4 000 m.
P-39CPremière version de série, identique au YP-39 excepté pour le moteur V-1710-35 de 1 150ch. Armé avec un canon de 37 mm, de 2 mitrailleuses de calibre 0.50 (12,7 mm) et 2 de calibre 0.30. Les premiers avions étaient sans blindage ou réservoir auto-obstruant.(20 exemplaires)
P-45Désignation initialement retenue pour le P-39C
P-39Dréservoir autoétanche (863 exemplaires)
P-39Fhélice Aeroproducts (229 exemplaires)
P-39Jmoteur Allison V-1710-59 (25 exemplaires)
P-39Kmoteur Allison V-1710-63 (210 exemplaires)
P-39Mmoteur Allison v-1710-83 (250 exemplaires)
P-39Nmoteur Allison V-1710-85 (2 095 exemplaires)
P-39Lhélice Curtiss (250 exemplaires)
P-39Oavion d'attaque au sol
XFL Airabonitaprototype navalisé pour l'US Navy.

## Autres caractéristiques
Doté d'une construction originale (l'entrée dans le cockpit se fait par une porte), son moteur est situé derrière le pilote. Cette configuration offrait de nombreux avantages :
- l'espace libéré dans le nez permet un train d'atterrissage tricycle moderne offrant une excellente visibilité au pilote et améliorant la sécurité lors des manœuvres de décollage, atterrissage et roulage au sol (les autres avions de chasse, mis à part le Messerschmitt Me 262, avaient la vue avant totalement masquée, au point que certains devaient se laisser guider par un mécanicien juché sur l'aile lors du roulage au sol…)
- l'espace libéré dans le nez permet d'embarquer un armement puissant (canon de 37 mm tirant du milieu de l'hélice),
- la position arrière du moteur permet de placer le centre de gravité au milieu de l'appareil offrant ainsi une excellente maniabilité cependant limitée par la tendance à partir en vrille,
- l'absence de moteur à l'avant permet d'avoir un nez plus effilé, ce qui présente un avantage aérodynamique.

L'appareil souffrait toutefois d'un manque de puissance à haute altitude car le turbo qui existait sur le prototype n'a pas été installé sur la production.

## Culture populaire
- Au cinéma, le Bell P-39 Airacobra apparaît dans un des tout premiers films d'aviation de la Seconde Guerre mondiale (Air Force de 1943, de Howard Hawks), avec cet étrange détail qu'on le filme, au départ d'une mission, commençant à rouler au sol... avec une hélice immobile. On devait le tirer au bout d'un câble, pour donner l'illusion d'un départ. En revanche, les séquences de décollage sont tout à fait valables, probablement tirées de la documentation générale de l'USAAF.
- Dans le film de 1946 Les Plus Belles Années de notre vie de William Wyler on aperçoit, dans les dernières minutes, un champ de démolition d'avions... et on reconnait tout un alignement de P-39, déjà dégarnis de leur moteur et de leur armement, attendant le chalumeau des démolisseurs. Mais le détail intéressant, c'est que ces avions considérés comme obsolètes dès 1942, arborent, tous, l'étoile américaine de 1944 et la décoration alu.

### Développement lié
- Bell XFL Airabonita
- Bell P-63 Kingcobra

### Aéronefs comparables
- Curtiss P-40
- Messerschmitt Bf 109
- Supermarine Spitfire
- Yakovlev Yak-1
- Yakovlev Yak-9